# Adam Lanza
Adam Peter Lanza (22 april 1992 - 14 december 2012) was een Amerikaanse moordenaar die 27 mensen doodde en twee anderen verwondde tijdens de Schietpartij op de Sandy Hook Elementary School op 14 december 2012. Na de schietpartij pleegde hij zelfmoord.

## Leven

### Begin van leven, ontwikkelings- en geestelijke gezondheidsproblemen.
Lanza werd geboren en gedeeltelijk opgevoed in Kingston, New Hampshire, ongeveer 10 km ten zuidwesten van Exeter, 50 km ten oosten van Manchester en 80 km ten noorden van Boston. Toen hij in New Hampshire woonde, vertoonde Lanza ontwikkelingsuitdagingen voor de leeftijd van drie jaar. Deze omvatten communicatie- en zintuiglijke moeilijkheden, vertragingen in socialisatie en repetitief gedrag. Hij werd gezien door het New Hampshire Birth to Three-interventieprogramma en doorverwezen naar speciale onderwijsvoorzieningen voor peuters. Op de lagere school kreeg hij de diagnose sensorische integratie stoornis. Deze sensorische verwerkingsstoornis heeft geen officiële status als formele diagnose in de medische gemeenschap, maar is een veelvoorkomend kenmerk van autisme. Zijn angst beïnvloedde zijn vermogen om naar school te gaan en in de 8e klas werd hij op "homebound" status geplaatst, wat is voorbehouden aan kinderen die te gehandicapt zijn, zelfs met ondersteuning en aanpassingen, om naar school te gaan.
Toen hij 13 jaar oud was, kreeg Lanza de diagnose syndroom van Asperger van kinderpsychiater Paul Fox. Toen hij 14 was, brachten zijn ouders hem naar het Child Study Center van Yale University, waar hij ook de diagnose obsessief-compulsieve stoornis kreeg. Hij waste vaak zijn handen en verschoonde 20 keer per dag zijn sokken, tot het punt waarop zijn moeder drie keer per dag de was deed. Soms gebruikte hij in één dag een doos doekjes omdat hij geen deurknop met zijn blote hand kon aanraken.
Lanza werd behandeld door Robert King, die aanbeval uitgebreide ondersteuning te bieden, en de collega van King, Kathleen Koenig van het Yale Child Study Center, schreef het antidepressivum Citalopram voor. Lanza nam de medicatie gedurende drie dagen. Zijn moeder Nancy meldde: "Op de derde ochtend klaagde hij over duizeligheid. Die middag was hij gedesoriënteerd, zijn spraak was onsamenhangend, hij kon zelfs niet bedenken hoe hij zijn ontbijtgranen doos moest openen. Hij zweette overvloedig... het druppelde zelfs van zijn handen af. Hij zei dat hij niet kon nadenken... Hij was praktisch vegetatief." Hij nam de medicatie daarna nooit meer. Uit een rapport van de Kinderombudsman bleek dat "de aanbevelingen van Yale voor uitgebreide speciale onderwijsondersteuning, voortdurend deskundig advies en strikte therapeutische ondersteuning die in (Lanza's) dagelijks leven waren ingebed, grotendeels werden genegeerd."
In een interview uit 2013 zei Peter Lanza (de vader van Adam) dat hij vermoedde dat zijn zoon ook ongediagnosticeerde schizofrenie zou kunnen hebben, naast zijn andere aandoeningen. Lanza zei dat familieleden mogelijk tekenen van het begin van schizofrenie en psychotisch gedrag tijdens de adolescentie van zijn zoon hebben gemist omdat ze zijn vreemde gedrag en toenemende isolatie ten onrechte toeschreven aan het syndroom van Asperger. Vanwege zorgen dat gepubliceerde verslagen over Lanza's autisme zouden kunnen leiden tot een backlash tegen anderen met de aandoening, voerden autisme-voorstanders campagne om te verduidelijken dat autisme een op de hersenen gerelateerde ontwikkelingsstoornis is in plaats van een geestesziekte. De gewelddadigheid die Lanza vertoonde bij de schietpartij wordt over het algemeen niet gezien bij de autistische populatie en geen van de psychiaters die hem zagen, detecteerde verontrustende tekenen van gewelddadigheid in zijn houding.
Lanza bleek na 2006 geen contact meer te hebben gehad met zorgverleners in de geestelijke gezondheidszorg. Het rapport van de Kinderombudsman stelde: "Gedurende Lanza's hele leven werd minimaal geestelijke gezondheidsevaluatie en behandeling (in verhouding tot zijn schijnbare behoefte) verkregen. Van de paar zorgverleners die hem zagen, leek alleen het Yale Child Study Center de ernst van zijn presentatie, zijn behoefte aan uitgebreide geestelijke gezondheids- en speciale onderwijssteun en de noodzaak van medicatie om zijn obsessief-compulsieve symptomen te verlichten, te waarderen."
Onderzoekers ontdekten dat Lanza gefascineerd was door massale schietpartijen, zoals het bloedbad op de Columbine High School. Onder zijn bezittingen werd een verhaal van The New York Times over een man die in 1891 op schoolkinderen schoot gevonden. Zijn computer bevatte twee video's van zelfmoord door schoten, films die schietpartijen op scholen lieten zien, en twee foto's van Lanza die pistolen op zijn eigen hoofd richtte. Dit kwam pas aan het licht nadat Lanza was overleden, omdat hij nooit toestond dat anderen zijn slaapkamer betraden, inclusief zijn moeder. Lanza had ook zwarte plastic vuilniszakken over de ramen in zijn slaapkamer geplakt om het zonlicht buiten te houden. Hij verbrak al het contact met zowel zijn vader als zijn broer in de twee jaar voorafgaand aan de schietpartij en communiceerde op een gegeven moment alleen nog per e-mail met zijn moeder, die in hetzelfde huis woonde. Een document getiteld "Egoïstisch", waarin Lanza's geloof in de inherente egoïsme van vrouwen werd beschreven, werd op zijn computer aangetroffen na zijn dood.

### Educatie
Lanza bezocht Sandy Hook Elementary School gedurende vier en een half jaar. Hij begon op Newtown Middle School in 2004, maar volgens zijn moeder werd hij "overspoeld door angst". Ze vertelde vrienden dat haar zoon van streek raakte op de middelbare school vanwege frequente veranderingen van klaslokalen gedurende de dag. De beweging en het lawaai waren te stimulerend en maakten hem angstig. Op een gegeven moment was zijn angst zo intens dat ze hem naar de spoedeisende hulp van het Danbury Hospital bracht. Vanwege de kleinere klassen verhuisde zijn moeder hem naar een katholieke school, St. Rose of Lima. Volgens een klasgenoot op St. Rose of Lima kwam hij "laat in het schooljaar" binnen en vertrok hij in juni 2005.
Op 14-jarige leeftijd ging hij naar Newtown High School, waar hij in 2007 op de erelijst werd vermeld. Leerlingen en leraren die hem op de middelbare school kenden, beschreven Lanza als "intelligent maar nerveus en rusteloos". Hij vermeed om aandacht te trekken en voelde zich ongemakkelijk in sociale situaties. Het is niet bekend dat hij op school nauwe vriendschappen had. Schoolwerk verergerde vaak zijn diepgewortelde gevoel van hopeloosheid en tegen 2008, toen hij 16 werd, ging hij maar af en toe naar school. De intense angst die Lanza op dat moment ervoer, suggereert dat zijn autisme kan zijn verergerd door de hormonale veranderingen van de adolescentie. Hij kreeg thuisonderwijs in verschillende mate van zijn moeder en vader gedurende zijn middelbare schooljaren. In 2008 en 2009 volgde hij ook enkele lessen aan de Western Connecticut State University. Hij behaalde een middelbareschooldiploma van Newtown High School door een combinatie van bijles, zelfstandig leren en lessen op de universiteit.

### Laatste maanden
Volgens een rapport van de Kinderbeschermer in Connecticut in november 2014 zou Lanza mogelijk aan anorexia nervosa hebben geleden. De auteurs schreven dat "Anorexia cognitieve stoornissen kan veroorzaken en het is waarschijnlijk dat anorexia in combinatie met een autismespectrumstoornis en OCD het risico op zelfmoord van Lanza vergrootte". Ze merkten ook op dat op het moment van zijn dood Lanza "anorectisch was (hij was 1.83 meter lang en woog 51 kg), tot het punt van ondervoeding en resulterende hersenschade."
Hij leefde ook vrijwel volledig geïsoleerd in zijn kamer, waarbij hij het grootste deel van zijn tijd op internet doorbracht met het spelen van World of Warcraft en andere videospellen. Het rapport vermeldde dat hij "afdaalde" in een wereld waarin zijn enige communicatie met de buitenwereld was met leden van een cybergemeenschap, "een kleine gemeenschap van individuen die zijn duistere en obsessieve interesse in massamoord deelden".
In de weken voor de moorden overwoog de moeder van Lanza om hem naar een andere stad te verhuizen. Ze plande de aanschaf van een recreatievoertuig waarin hij kon verblijven, zodat potentiële kopers het huis konden zien zonder hem te storen. Het Rapport van de Kinderbeschermer verklaarde dat:
"Naar aanleiding van mevrouw Lanza's verklaarde plan om Newtown in 2012 te verlaten, en wellicht gestimuleerd door angsten om de "comfortzone" van zijn huis te verlaten, plande en executeerde Adam het bloedbad op de Sandy Hook Basisschool op 14 december 2012. Zijn ernstige en verslechterende interne mentale gezondheidsproblemen werden gecombineerd met een ongewone preoccupatie met geweld. Gecombineerd met toegang tot dodelijke wapens bleek dit een recept voor massamoord te zijn."
James Knoll, een forensisch psychiater, werd geraadpleegd over wat Lanza motiveerde om te doden. Knoll zegt dat Lanza's laatste daad een duidelijke boodschap overbracht: "Ik draag diep verdriet - ik zal ontploffen en het op jou overbrengen."

## Schietpartij
Op een onbekend tijdstip voor 9.30 uur schoot Adam Lanza zijn moeder Nancy Lanza vier keer in het hoofd met een .22-kaliber Savage Mark II geweer. Vervolgens reed hij met haar auto naar de Sandy Hook Basisschool, bewapend met een Bushmaster XM15-E2S geweer en twee 10mm Glock 20SF pistolen. Daarnaast werden twee tien-patronenmagazijnen in de auto achtergelaten.
Eenmaal daar aangekomen, schoot hij zich een weg door een glazen paneel naast een gesloten voordeur en drong de school binnen. Toen drie medewerkers de gang betraden om het geluid te onderzoeken, begon Lanza te schieten, waarbij de directrice Dawn Hochsprung en schoolpsycholoog Mary Sherlach werden gedood, en de leraren Mary Hammond en Deborah Pisani verwond. Hij betrad het hoofdkantoor, maar ontdekte het personeel dat zich daar verstopt had niet.
Lanza ging verder de hoofdgang in, waarbij hij schoot op de lichamen van Hochsprung en Sherlach. Hoewel er tegenstrijdige rapporten zijn over de volgorde van gebeurtenissen, is bekend dat Lanza de eerste klas van lerares Victoria Soto binnenging, waar hij haar en nog vijf andere leerlingen en onderwijzeres Anne Murphy doodschoot, hoewel enkele leerlingen wisten te ontsnappen. Hij betrad ook een andere eerste klas waar lerares Lauren Rousseau en gedragstherapeute Rachel D'Avino zich met de klas in een kleine badkamer hadden verstopt. Rousseau, D'Avino en veertien leerlingen werden gedood in de kamer, waarbij een vijftiende gewond kind later in het ziekenhuis overleed. Een zesjarig meisje dat door de politie werd gevonden na de schietpartij was de enige overlevende in de klas.
Lanza bewoog zich tussen de kamers, schoot uit de ramen en probeerde andere verschanste klaslokalen binnen te dringen. Tijdens het schieten passeerde hij het klaslokaal van Kaitlin Roig, mogelijk omdat hij ervan uitging dat het leeg was, aangezien de deur gesloten was en het raam bedekt was met een stuk zwart bouwpapier van een lockdown-oefening die weken eerder was uitgevoerd.
Toen de politie arriveerde, ging Lanza terug naar Soto's klas en schoot zichzelf in het hoofd met zijn Glock, en daarmee komt de tien minuten bloedbad aan een einde.